# Шавгулидзе, Георгий Владимирович
Георгий Владимирович Шавгули́дзе (1910—1959) — советский грузинский актёр театра и кино, народный артист Грузинской ССР (1955).

## Биография
Родился 3 (16 ноября) 1910 года в Кутаисе (ныне Кутаиси, Грузия). Творческую деятельность начал в 1928 году под руководством К. А. Марджанишвили в Кутаисском театре. Актёру были близки как драматические, так и комедийные роли, его творчество отмечено темпераментом, яркостью красок, точностью деталей, остротой формы.
Умер 13 апреля 1959 года в Тбилиси.

## Творчество

### Театр
- «Царь Ираклий» Л. П. Готуа — Саят-Нова
- «Легенда о любви» Н. Хикмета — Фархад
- «Ревизор» Н. В. Гоголя — почтмейстер Иван Кузьмич Шпекин
- «Его звезда» И. О. Мосашвили — Никифор

### Фильмография
- 1938 — Великое зарево — Павле Гудушаури
- 1941 — Огни Колхиды — Арчил
- 1942 — Мост — Ило Гигаури
- 1942 — Георгий Саакадзе — Нодар
- 1946 — Давид Гурамишвили — заглавная роль
- 1948 — Кето и Котэ — Нико
- 1949 — Счастливая встреча — Еремо
- 1950 — Весна в Сакене — Рашит
- 1952 — Покорители вершин — Симон Ломидзе
- 1954 — Стрекоза — Арчил
- 1954 — Они спустились с гор — Апарека
- 1955 — Волшебная свирель — Колдун
- 1957 — Судьба женщины — Сандро Климиашвили
- 1957 — Я скажу правду — Коста Дэвидзе
- 1958 — Мамлюк — Аслан-бек
- 1959 — Зуб акулы — Абделькадир
- 1959 — Случай на плотине (Приговор) — Мераб Джапарпидзе

## Награды и премии
- Сталинская премия второй степени (1952) — за исполнение роли Никифора в спектакле «Его звезда» И. О. Мосашвили
- народный артист Грузинской ССР (1955)
- два ордена Трудового Красного Знамени (30.11.1950[1] и 17.4.1958)
- орден «Знак Почёта»
- ещё один орден
- медали